# Anwärter

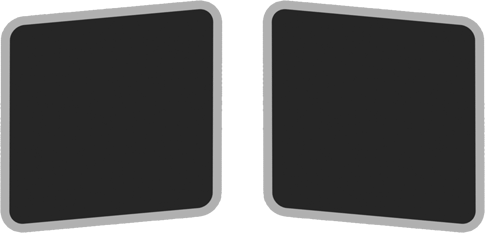
Pattes de col représentant le grade de SS-Anwärter

Anwärter est un terme allemand signifiant « recrue ». SS-Anwärter est le deuxième grade subalterne, juste au-dessus de SS-Bewerber, dans la Schutzstaffel (SS), une organisation paramilitaire du parti nazi.

## Description
Le grade d'Anwärter était attribué aux membres des SA et des SS avant qu'ils n'aient servi de six mois à un an dans leur organisation respective et aient démontré de bonnes capacités.
Les SS-Anwärter accédaient alors au grade de SS-Mann (soit de soldat de deuxième classe).

## Équivalence
Le grade de SS-Anwärter n'a pas d'équivalent dans l'armée ni dans la police allemande.

## Évolution des grades SS
À la différence des autres grades, même subalternes, les SS-Anwärter n'ont jamais porté de signe distinctif.